# Пільтун (затока)
Пільтун (з ніхв. — «великий палець») — затока Охотського моря у східній частині острова Сахаліну за 62 км на північ від затоки Чайво.
Затока являє собою велику лагуну, відділену від моря двома великими піщаними косами. Від південного берега затоки паралельно косам, що відокремлюють її від моря, виступає довгий півострів без назви, північна частина якого — мис Агіво. Між східним берегом цього півострова і західним берегом кіс розташована довга вузька заводь, по якій пролягає фарватер, що веде у внутрішню частину затоки. На східному березі безіменного півострова розташоване селище Морський Пільтун.
У районі затоки на обмеженій ділянці розташований головний літньо-осінній нагульний ареал стада сірих китів.